# 三重県道647号白木西町線
三重県道647号白木西町線（みえけんどう647ごう しらきにしまちせん）は、三重県亀山市を通る一般県道である。

## 概要
亀山市白木町から亀山市西町に至る。

### 路線データ
- 起点：三重県亀山市白木町（字間垣内3287番地先[1][2]：三重県道11号四日市関線交点）
- 終点：三重県亀山市西町（字西町470番地先[1][2]：三重県道302号亀山停車場石水渓線交点）
- 総延長：4,339.00 m

## 歴史
- 1959年（昭和34年）
  - 1月25日 - 認定[3]

起点：三重県亀山市大字白木
終点：三重県亀山市西町
  - 3月31日 - 道路区域の決定[4]
  - 5月19日 - 道路の供用開始[5]

三重県亀山市白木町字間垣内3287番地先から三重県亀山市西町字西町368番地先を経て三重県亀山市西町字島田478番地先まで（延長4.43 km）
- 1986年（昭和61年）8月15日 - 道路区域の変更[6]（路線を短縮、終点を変更）

三重県亀山市白木町字間垣内3287番地先から三重県亀山市西町字島田478番地先まで（延長4,399.00 m）を
三重県亀山市白木町字間垣内3287番地先から三重県亀山市西町字西町470番地先まで（延長4,339.00 m）に変更
- 2007年（平成19年）4月1日 - 県道の路線認定の一部改正[7]

起点：三重県亀山市白木

## 路線状況

### 道路施設

#### 橋梁
- 白川橋（椋川、亀山市）

## 地理

### 通過する自治体
- 三重県
  - 亀山市

### 交差する道路
| 交差する道路                         | 交差する場所 | 交差する場所 |
| ------------------------------------ | ------------ | ------------ |
| 三重県道11号四日市関線               | 白木町       | 起点         |
| 国道1号 / 亀山バイパス 国道25号 重複 | 野村2丁目    |              |
| 三重県道302号亀山停車場石水渓線      | 西町         | 終点         |

### 沿線
- 亀山市西野公園
- 亀山市歴史博物館
- 亀山市立図書館
- 田中病院
- シャープ亀山工場
- トッパンエレクトロニクスプロダクツ 三重工場
- 八千代工業 鈴鹿工場 亀山事業所
- エフテック 亀山事業所
- ジェイテクト 亀山工場
- セメダイン 三重工場
- 日東電工 亀山事業所
- 亀山公園
- 亀山市立亀山中学校
- 亀山市立亀山西小学校
- 亀山市役所
- JR東海関西本線 亀山駅